# Dieter Lohmann (Altphilologe)

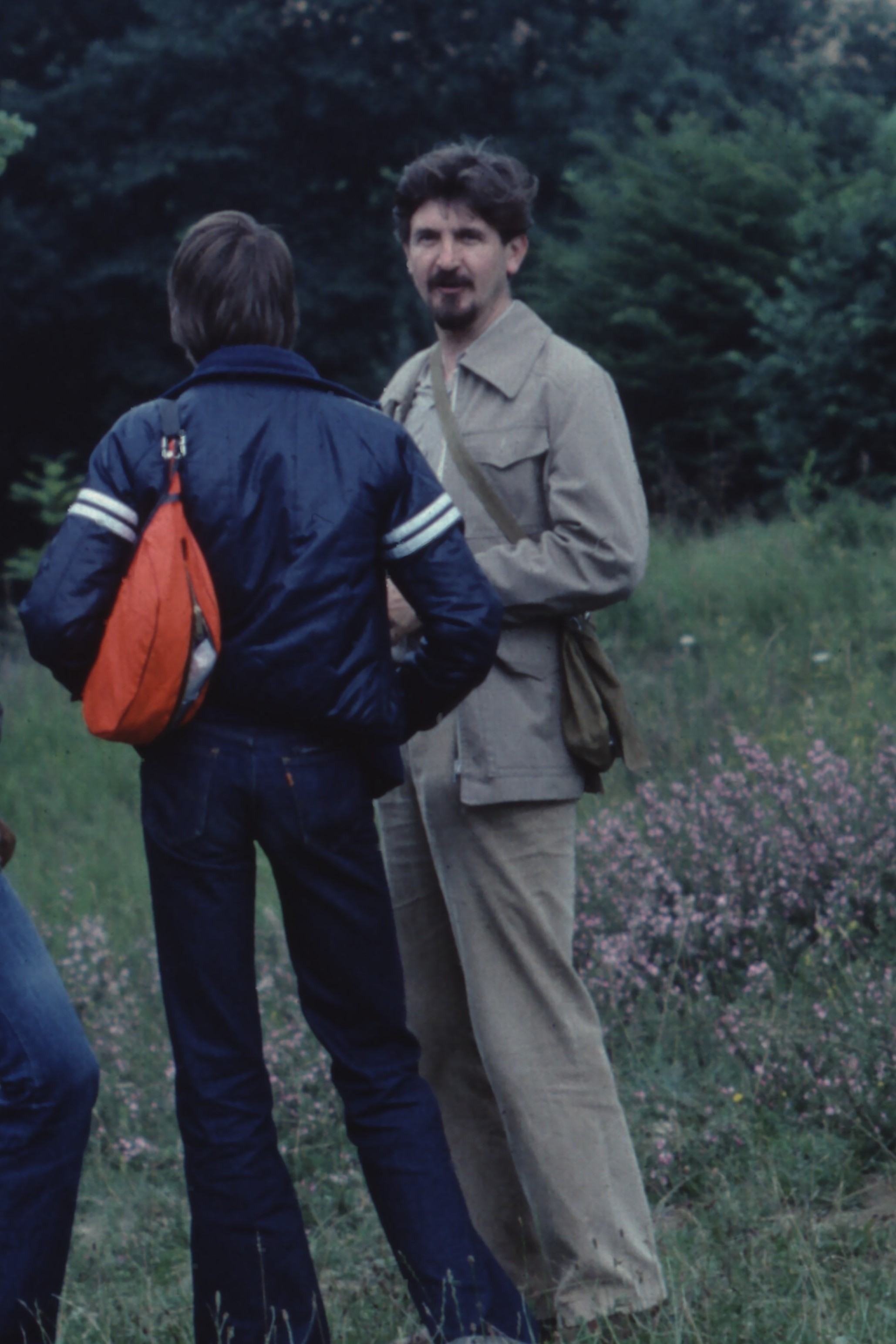
Dieter Lohmann bei einem Schulausflug des Uhland-Gymnasiums um 1980

Dieter Lohmann (* 7. Januar 1938 in Siegen) ist ein deutscher Klassischer Philologe mit Schwerpunkt Homer sowie Didaktik und Methodik der Alten Sprachen.

## Leben
Nach dem Abitur am Wilhelm von Oranien-Gymnasium Dillenburg studierte Dieter Lohmann ab 1958 Latein und Griechisch an den Universitäten Marburg, Tübingen und Thessaloniki, worauf ein weiteres Jahr in Griechenland (Alexandroupolis) als Lehrer am Goetheinstitut folgte; nach dem ersten Staatsexamen 1965 in Tübingen promovierte er bei Walter Jens über die Reden in der Ilias. Im Anschluss an das zweite Staatsexamen folgten das Referendariat und die erste Lehrstelle am List-Gymnasium Reutlingen. Danach unterrichtete Lohmann von 1969 bis zu seinem Ruhestand 2002 am Uhland-Gymnasium in Tübingen; seit 1990 nimmt er – ab 2000 als Honorarprofessor – einen Lehrauftrag für Fachdidaktik der alten Sprachen an der Universität Tübingen wahr.
Er entwickelte die Drei-Schritt-Methode („DSM“), die zum Verstehen und Übersetzen antiker Texte die vorgegebene Informationsfolge der Ausgangssprache erst dann verlässt, wenn es die Gesetzmäßigkeiten der Zielsprache erfordern; seinen konkreten Niederschlag fand dieser Ansatz vor allem im Lehrwerk Interesse, das im Wesentlichen auf den didaktischen Vorarbeiten Lohmanns beruht.
Dieter Lohmann lebt heute in Tübingen.

## Schriften (Auswahl)
- „Die Schulung des natürlichen Verstehens im Lateinunterricht“; in: Der Altsprachliche Unterricht (= AU) 11,3 (1968) 5–40.
- Die Komposition der Reden in der Ilias. (Untersuchungen zur antiken Literatur und Geschichte 6) Berlin: De Gruyter 1970 [= Tübingen, Fachbereich Altertums- u. Kulturwiss., Diss. v. 31. Aug. 1970]
- Dialektisches Lernen – Die Rolle des Vergleichs im Lernprozess. Motivationshilfe, Interpretationshilfe, Transfer. Stuttgart: Klett 1973
- Die Andromache-Szenen in der Ilias. Hildesheim: Olms 1988
- „Latein – ein Ratespiel?“ in: AU 31,6 (1988) 29–54.
- „'Dulce et decorum est pro patria mori'. Zu Horaz c. III 2“ in: SCHOLA ANATOLICA. Freundesgabe für Hermann Steinthal (herausgegeben von Kollegium und Verein der Freunde des Uhlands-Gymnasiums Tübingen). Tübingen: Osiander 1989, 336–372.
- „Leserlenkung im Bellum Helveticum. Eine 'kriminologische Studie' zu Caesar, B. G. I 15–18“ in: AU 33,5 (1990) 56–73.
- „Horaz carmen III 2 und der Zyklus der 'Römer-Oden'“ in: AU 34,3 (1991) 62–75.
- „Lernen und Behalten. Antike und moderne Gedächtnisschulung im Latein-Unterricht“ in: AU 34,6 (1991) 17–32.
- „Homer als Erzähler. Die Athla im 23. Buch der Ilias“ in: Gymnasium 99 (1992) 289–319.
- „Bibracte – Lesermanipulation im Bellum Helveticum“ in: AU 36,1 (1993) 37–52.
- „Bild und Bedeutung in den Oden des Horaz, dargestellt am Beispiel des Carmen I 9: Vides ut alta stet …“ in: Antike Texte in Forschung und Schule. Frankfurt am Main: Diesterweg 1993, 181–201. Mit einer zusätzlichen methodischen Einführung 'Vergleich und Interpretation' Lohmanns in: Vertrautes in neuem Licht. Hrsg. von Peter Neukam. München: Bayerischer Schulbuchverlag 1994, 114–135.
- „Tu sapiens Plance … – Zu Horaz c. I 7“ in: Gymnasium 101 (1994) 429–454.
- „Dynamisches Verstehen – dynamisches Üben“ in: AU 38,1 (1995) 71–89.
- „Caesars indirekte Reden als Instrument der Leserbeeinflussung“ in: AU 39,1 (1996) 19–31.
- KALYPSO bei Homer und James Joyce. Tübingen: Stauffenberg 1998
- (neugr.) „Το νησί της Καλυψώς: Ομφαλός θαλάσσης“ in: ΟΜΗΡΙΚΑ. Από τα Πρακτικά του Η' Συνεδρίου για την Οδύσσεια (1–5 Σεπτεμβρίου 1996). Ιθάκη 1998, 89–102.
- „Die rosenfingrige Eos bei Homer und im Ulysses von James Joyce. Ein Beitrag zur Homerrezeption im modernen Roman“ in: Euphrosyne. Studies in Ancient Epic and Its Legacy in Honor of Dimitris N. Maronitis. Edited by John N. Kazazis and Antonios Rengakos. Wiesbaden: Steiner 1999, 221–244.
- „Die narrative Inszenierung einer Hinrichtung“ in: Lampas 33, 4/5 (2000) 335–358.
- „Sonnenaufgänge in der Odyssee, das Liebesleben des Odysseus und die homerische Formelsprache“ in: Schulwege. Jubiläumsbuch des Uhland-Gymnasiums zum dreifachen Schuljubiläum im Jahr 2001. (http://www.ug.tue.bw.schule.de/index.php?id=63) 204–218.
- „Neugriechisch im Altgriechisch-Unterricht: Kavafis’ historische Gedichte“ in: Gymnasium 109 (2002) 471–496.
- „Andromache - Astyanax - Hektor. Ein Familienschicksal im heroischen Epos“ in: LATEIN UND GRIECHISCH in Baden-Württemberg 1 (2003) 16–32.
- „ELÉISON - Wirkungsgeschichte eines europäischen Kult- und Kulturwortes. (Für Hermann Steinthal zum 80. Geburtstag) “ in: FORUM CLASSICUM (= FC) 3 (2005) 191–198.
- „Auf Neues habe ich Lust. Über die Bedeutung der Reihenfolge für das Verstehen und Übersetzen, dargestellt an deutschen und lateinischen Text-Beispielen von Ovid bis Horaz“ in: FC 3 (2007) 164–175.
- „Lateinlehrer - auf der Suche nach der verlorenen Zeit (Gedanken zu: Lernökomomie, Sprachkontinuum, Effizienz und Übersetzungsmethode …)“ in: LATEIN UND GRIECHISCH in Baden-Württemberg 1 (2009) 24–47.

| Personendaten    | Personendaten                   |
| ---------------- | ------------------------------- |
| NAME             | Lohmann, Dieter                 |
| KURZBESCHREIBUNG | deutscher Klassischer Philologe |
| GEBURTSDATUM     | 7. Januar 1938                  |
| GEBURTSORT       | Siegen                          |